# Římský nápis v Trenčíně

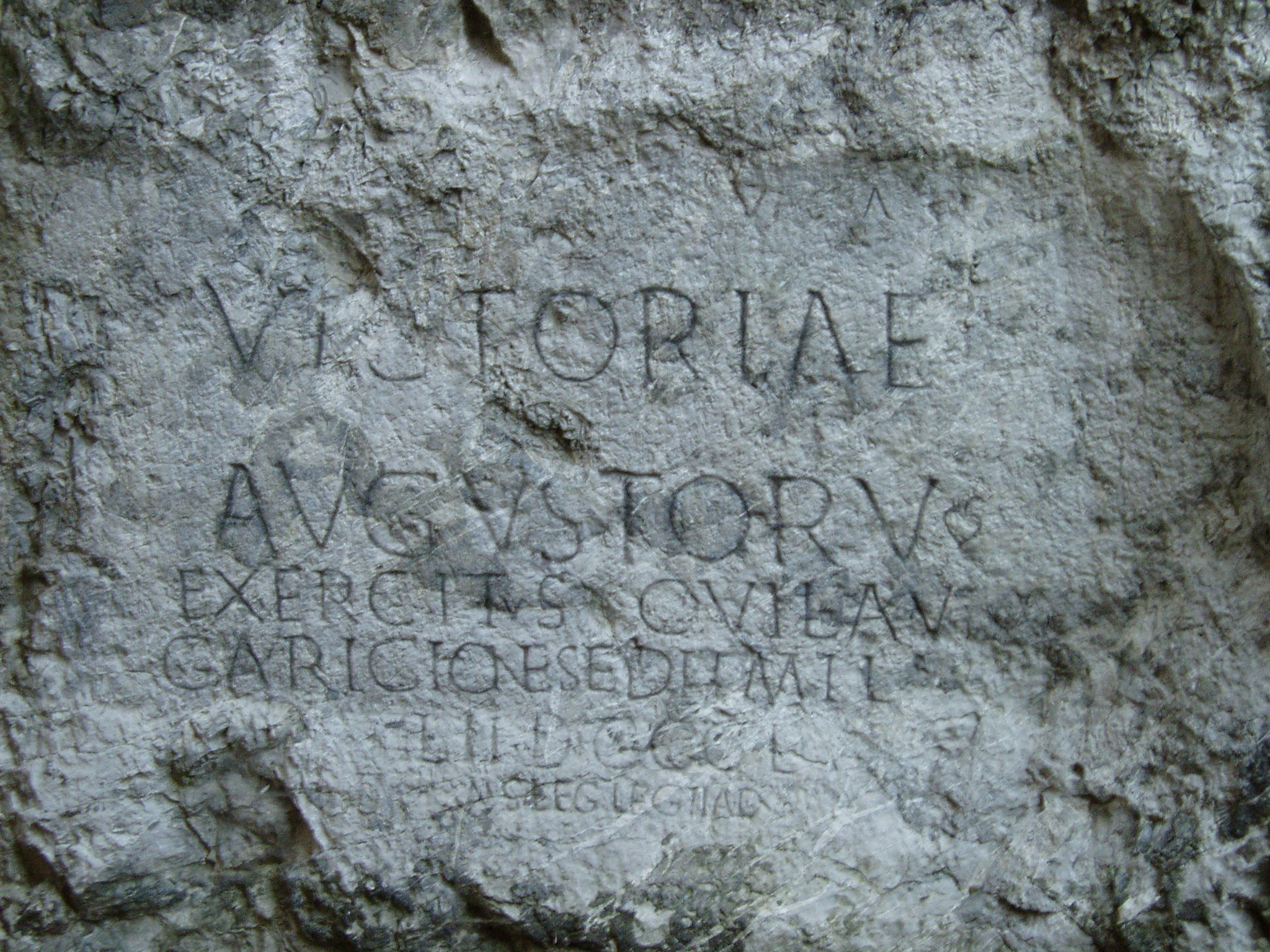
Římský nápis na hradní skále v Trenčíně z roku 179

Římský nápis v Trenčíně nebo římský nápis na trenčínské hradní skále nebo trenčínský nápis je nápis z římského období vytesaný na hradní skále v Trenčíně. Nápis se zmiňuje o osadě Laugaricio, kterou se pravděpodobně myslí osada na území dnešního Trenčína nebo v jeho bezprostředním okolí. Nápis hlásá vítězství II. římské legie nad Germány během markomanských válek v roce 179. Je to nejvýznamnější římská epigrafická památka ve střední Evropě na sever od Dunaje, zachovaná in situ.
Nápis se nachází na skále v místě, kde stojí hotel Elizabeth (dříve Tatra). K prohlédnutí nápisu je třeba do hotelu vstoupit od křižovatky Generála Milana Rastislava Štefánika a Palackého a poté vyjít po schodech či se výtahem vyvézt do druhého podlaží, kde je krytá vyhlídková terasa hotelu, z níž si lze římský nápis prohlédnout.

## Historické souvislosti
Římská říše si v blízkosti Dunaje budovala pohraniční pevnosti, aby mohla odolávat příležitostným útokům barbarských kmenů zpoza Dunaje (i z území dnešního Slovenska). Jedna z těchto pohraničních vojenských osad byla například v Rusovcích u Bratislavy a jmenovala se Gerulata. Konflikty římské armády a germánských kmenů sídlících v prvním a druhém století na slovenském území byly časté a tvrdé. Pro obě strany měly neblahé následky. Zprávy antických autorů hovoří o neustálých střetech římských útoků vedených směrem na sever a zároveň germánských protiútoků na jih.
Nejen Germáni byli pro Římskou říši problémem. Na hranicích říše působily i jiné národy. Některé dokonce vyvíjely tlak na Germány, kteří pak byli nuceni k ještě většímu tlaku na Římany. Kolem roku 170 se římské vojsko vrátilo z výpravy proti Parthům nakažené morem. Tuto situaci využili Germáni (kmeny Markomanů a Kvádů) k dalším pohraničním útokům. V roce 172 proti Germánům vedl Marcus Aurelius trestnou výpravu, ve které později pokračoval jeho syn Commodus. Ten uzavřel s poraženými Germány příměří. Právě z těchto dob pochází i nápis na trenčínské skále (přelom let 178 a 179). Osada Laugaricio je jedním z nejsevernějších míst, kam se římská vojska při výpadech proti Germánům dostala.

## Nápis
V posledním roce války s Germány pronikly detašované oddíly II. pomocné legie (II clenu Adiutrix) z posádky v Aquincu (dnešní Budapešť) údolím Váhu až k Laugariciu. Nápis na skále, která se v té době vypínala nad korytem řeky Váh, je věnovám vítězství římskeho vojska nad Kvády. Nápis byl vytesám do skály pod hradem v Trenčíně (předpokládaný text - časem zvětralé nebo chybějíci části jsou uvedeny v závorkách):
VICTORIAE AVGVSTORV(m)
EXERCITVS QVI LAV
(LAU)GARICIONE SEDIT MIL(ites)
L(egionis) II DCCCLV
(Marcus Valerius) 
MAXIMIANUS LEG(atus) LEG(ionis) II AD(iutricis) CVR(avit) F(aciendum)
Tedy:
"Na počest vítězství císařů a vojska které sídlilo v Laugariciu, v počtě 855 vojáků II. legie, dal vyhotovit Marcus Valerius Maximianus, legát II. pomocné legie."
Identifikaci legáta Marca Valeria Maximiana jakož i pravost nápisu na hradní skále potvrdil nález v lokalitě Zana v Alžírsku (Diana Veteranorum v římské provincii Numidia). V polovině 20. století zde byl objeven podstavec sochy bývalého místodržitele M. V. Maximiana s votivním nápisem popisujícím jeho bohatou kariéru v římské armádě. Právě v tomto popisu se připomíná epizoda z jeho života, během níž byl velitelem římských oddílů, které přezimovaly v osadě Laugaricio v Zadunají. Přesné datování nápisu umožnil jednak nález ze Zany, jednak samotný text nápisu věnovaný vítězství císařů. Pravděpodobně šlo o císaře Marka Aurelia (161–180) a jeho syna Commoda, kteří zvítězili nad Germány.